# Bataille de Pine Bluff
Pour les articles homonymes, voir Pine Bluff.
Guerre de Sécession
Batailles
Avancée sur Litte Rock :
- Bataille de Brownsville
- Bataille de West Point
- Bataille d'Harrison's Landing
- Bataille de Reed's Bridge
- Bataille d'Ashley's Mills
- Bataille de Bayou Fourche
- Bataille de Pine Bluff

La bataille de Pine Bluff (25 octobre 1863) s'est déroulée après la prise de Little Rock, Arkansas par les forces de l'Union pendant la guerre de Sécession.

## Bataille
Le 25 octobre 1863, le colonel Powell Clayton du 5th Kansas Cavalry (en) repousse avec succès les efforts du brigadier général confédéré John Marmaduke pour reprendre Pine Bluff. Les balles de coton placées à la hâte autour du palais de justice du comté et dans rues entourant la ville sont des barricades efficaces pour les défenseurs.